# Baldwin Nunatak
Baldwin Nunatak är en nunatak i Antarktis. Den ligger i Östantarktis. Australien gör anspråk på området. Toppen på Baldwin Nunatak är 1 883 meter över havet, eller 53 meter över den omgivande terrängen. Bredden vid basen är 2,3 km.
Terrängen runt Baldwin Nunatak är huvudsakligen en högslätt. Trakten är obefolkad. Det finns inga samhällen i närheten. 